# Калаф (посудина)

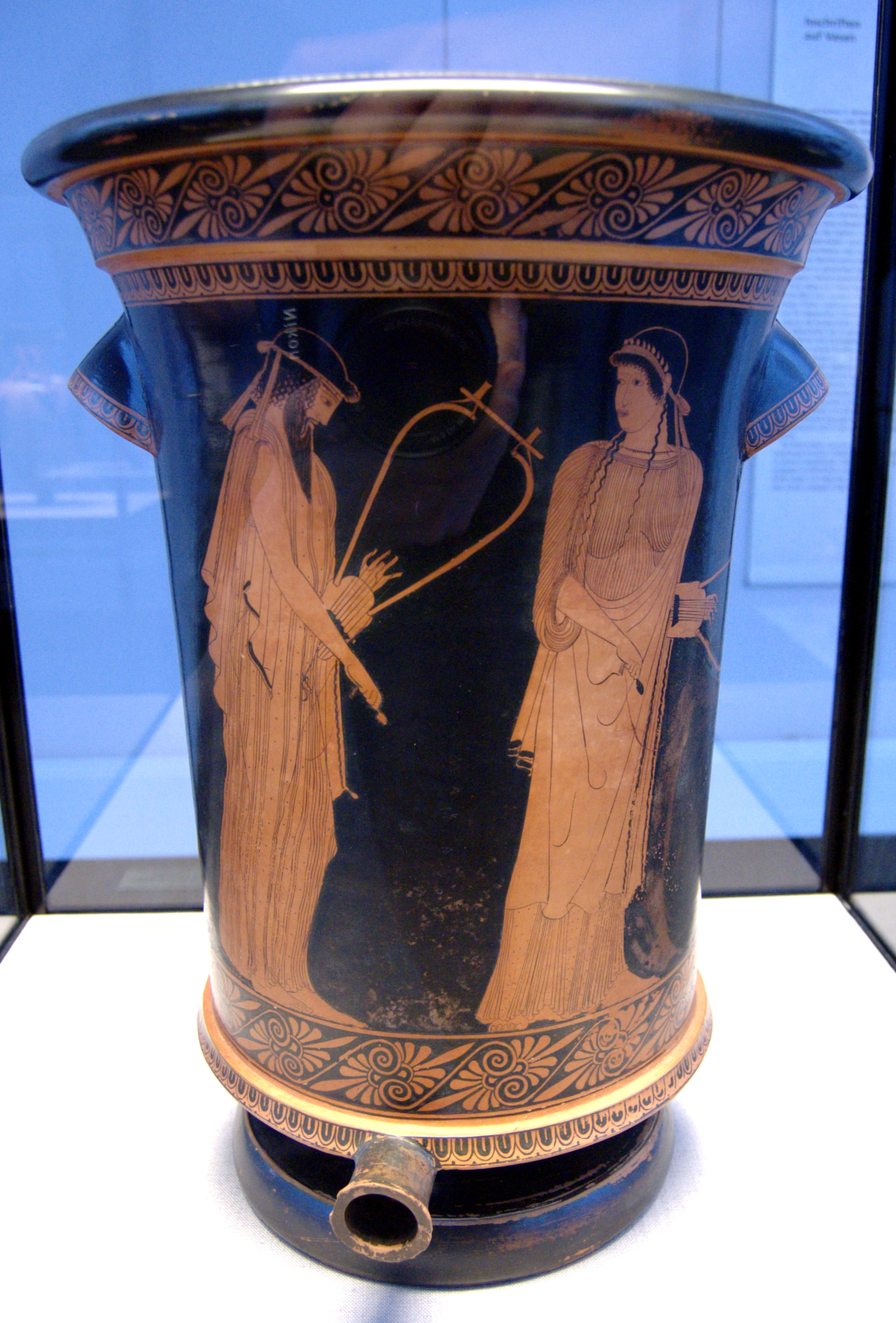
Аттичний червонофігурний калаф. Алкей і Сапфо, Вазописець Брига. Близько 470 до н. е. Державне античне зібрання, Мюнхен

Калаф — давньогрецька посудина, використовувалася жінками під час виконання різних видів робіт.
Калаф мав форму квітки лілії, виготовлялася з різних матеріалів: глина, дерево, благородні метали. Калаф відігравав значну роль в урочистостях, присвячених богиням Афіні і Деметрі, і був символом квіткової корзини Персефони. Завдяки святам на честь богині та через схожість свою назву отримала давньогрецька керамічна посудина, а також база коринфської капітелі у вигляді плетеного кошика.